# Liste der denkmalgeschützten Objekte in Tullnerbach
Die Liste der denkmalgeschützten Objekte in Tullnerbach enthält die 10 denkmalgeschützten, unbeweglichen Objekte der niederösterreichischen Marktgemeinde Tullnerbach.

## Denkmäler
| Foto |                 | Denkmal                                                                                 | Standort                                              | Beschreibung | Metadaten |
| ---- | --------------- | --------------------------------------------------------------------------------------- | ----------------------------------------------------- | --- | --- |
| ja   | Datei hochladen | Wilhelm-Kress-Denkmal HERIS-ID: 8523 Objekt-ID: 4478                                    | Am See 5, gegenüber Standort KG: Tullnerbach          | 1913 errichtete Steinstele zu Ehren von Wilhelm Kress, 1973 nach Untertullnerbach versetzt | BDA-Hist.: Q38006937 Status: § 2a Stand der BDA-Liste: 2025-06-30 Name: Wilhelm-Kress-Denkmal GstNr.: 371/1 Wilhelm Kress monument                                                          |
| ja   | Datei hochladen | Villa Kastner HERIS-ID: 8515 Objekt-ID: 4470                                            | Bahnhofallee 6 Standort KG: Tullnerbach               | Monumentale Villa mit mehrgeschoßiger Holzveranda | BDA-Hist.: Q38006543 Status: Bescheid Stand der BDA-Liste: 2025-06-30 Name: Villa Kastner GstNr.: 305/65                                                                                    |
| ja   | Datei hochladen | Ehem. Forsthaus HERIS-ID: 11413 Objekt-ID: 7505                                         | Forsthausstraße 12 Standort KG: Tullnerbach           | 1903 von Johann Kernast erbautes asymmetrisches Amtsgebäude mit später ergänztem Mittelrisalit | BDA-Hist.: Q38100020 Status: Bescheid Stand der BDA-Liste: 2025-06-30 Name: Ehem. Forsthaus GstNr.: .267                                                                                    |
| ja   | Datei hochladen | Kath. Pfarrkirche Maria Schnee HERIS-ID: 8514seit 2025                                  | Irenentalstraße 30 Standort KG: Tullnerbach           | Die schlichte Saalkirche mit eingestelltem Turm wurde um 1900 erbaut. | BDA-Hist.: Q126891419 Status: Bescheid Stand der BDA-Liste: 2025-06-30 Name: Kath. Pfarrkirche Maria Schnee GstNr.: .257 Maria Schnee, Irenental                                            |
| ja   | Datei hochladen | ehem. Portierhaus der Villa Bader HERIS-ID: 11376 Objekt-ID: 7462                       | Knabstraße 3 Standort KG: Tullnerbach                 | 1892/93 errichtetes Portierhaus mit Schopfwalmgiebel und Fachwerkelementen | BDA-Hist.: Q38098773 Status: Bescheid Stand der BDA-Liste: 2025-06-30 Name: ehem. Portierhaus der Villa Bader GstNr.: 305/57 Villenanlage Knabstraße, Tullnerbach                           |
| ja   | Datei hochladen | Villa Bader (Birkenhof) HERIS-ID: 11228 Objekt-ID: 7308                                 | Knabstraße 5 Standort KG: Tullnerbach                 | Zweigeschoßige Späthistoristische Villa mit Schopfwalmdach und Holzläden | BDA-Hist.: Q38092821 Status: § 57-Mandatsbescheid Stand der BDA-Liste: 2025-06-30 Name: Villa Bader (Birkenhof) GstNr.: 305/233 Villenanlage Knabstraße, Tullnerbach                        |
| ja   | Datei hochladen | Ehem. Gemeindeamt Tullnerbach HERIS-ID: 11377 Objekt-ID: 7463                           | Knabstraße 9 Standort KG: Tullnerbach                 | 1895–1897 wurde unter Bürgermeister Josef Knab das Gemeindeamt von Johann Goldfinger im Stil der Neorenaissance gegenüber dem Bahnhof errichtet. | BDA-Hist.: Q38098783 Status: Bescheid Stand der BDA-Liste: 2025-06-30 Name: Ehem. Gemeindeamt Tullnerbach GstNr.: .231 Altes Gemeindeamt, Tullnerbach                                       |
| ja   | Datei hochladen | Schule Norbertinum und Wirtschaftsgebäude HERIS-ID: 8522 Objekt-ID: 4477                | Norbertinumstraße 11 Standort KG: Tullnerbach         | 1881–1890 errichtete der katholische Waisen-Hilfsverein aus Wien nach den Plänen von Architekt Richard Jordan das Norbertinum als Knaben-Waisen-Asyl. Bis 1938 stand es unter der Leitung der Schulbrüder. Seit 1947 befindet sich darin die Landwirtschaftliche Fachschule. 2010 bis 2013 wurde es in ein Schulzentrum (Fachschule, Oberstufenrealgymnasium – beide mit Schwerpunkt Pferdewirtschaft) umgebaut. Das Biosphärenparkzentrum Wienerwald ist seither ebenfalls hier untergebracht. | BDA-Hist.: Q38006927 Status: Bescheid Stand der BDA-Liste: 2025-06-30 Name: Schule Norbertinum und Wirtschaftsgebäude GstNr.: .201, .297 Norbertinum Tullnerbach - main building            |
| ja   | Datei hochladen | Hügelgräberfeld Haimbuchsteg HERIS-ID: 11885 Objekt-ID: 8005                            | Riedanleiten 62, in der Nähe Standort KG: Tullnerbach | Hügelgräberfeld der römischen Limeszeit in der Tirlitzgrube am Heimbuchsteg bei Troppberg. 16 Grabhügel (15 in Ensemble, einer abseits). Grabungen seit 1933 | BDA-Hist.: Q38115522 Status: Bescheid Stand der BDA-Liste: 2025-06-30 Name: Hügelgräberfeld Haimbuchsteg GstNr.: 125/1                                                                      |
| ja   | Datei hochladen | Ruine des Franziskanerklosters Sancta Maria in Paradyso HERIS-ID: 11884 Objekt-ID: 8004 | S. Maria in Paradyso Standort KG: Tullnerbach         | Die einschiffige, spätgotische Kirche wurde nach einem Brand im Jahre 1509 umgebaut. Am 26. September 1529 zerstörten Türken das Kloster mit der Kirche. | BDA-Hist.: Q1374452 Status: Bescheid Stand der BDA-Liste: 2025-06-30 Name: Ruine des Franziskanerklosters Sancta Maria in Paradyso GstNr.: 33/1, 30/1, 30/2, .30/2 Sancta Maria in Paradyso |